# Nissan Sunny
La Nissan Sunny è un'automobile compatta di segmento C prodotta dalla casa giapponese Nissan Motor dagli anni '60 in varie generazioni, vendute anche con il marchio Datsun.

## Il contesto

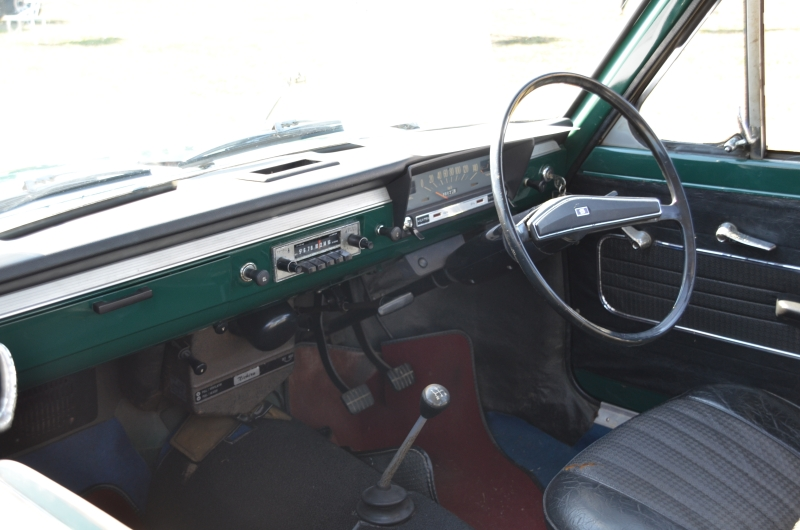
Interni

Il primo modello venne presentato nel 1966 con il marchio Datsun e restò in produzione fino al 1970; veniva prodotto sia in Giappone che in Australia come Nissan Sunny, in Europa veniva invece commercializzata come Datsun 1000. Le versioni disponibili erano con carrozzeria berlina, sia a 2 che a 4 porte, coupé e familiare.
La seconda generazione fu in produzione dal 1970 al 1973 e non presentava sconvolgimenti nelle linee esterne, ma solo un leggero incremento nella dimensioni globali; alle versioni precedenti si aggiunse anche la versione pick-up. Da questa serie si ampliarono anche i mercati di esportazione, iniziando ad essere commercializzate diverse versioni anche nel Nord America.
La terza generazione restò in produzione sino al 1977 ed iniziò ad essere esportata anche nel resto del mondo, mentre la quarta, che fu l'ultima ad essere venduta con il marchio Datsun, restò in catalogo sino al 1981. Succedettero poi la quinta (1981-1985), la sesta (1985-1989), la settima (1989-1993) e l'ottava serie (1993-1996).
Sul mercato europeo il nome Sunny non è più presente dal 1996, quando a coprire quel segmento di mercato è stata presentata la Nissan Almera.